# Hans Koch (juriste)
Pour les articles homonymes, voir Hans Koch et Koch.
Ne doit pas être confondu avec Hans Koch (officier SS), Hans-Karl Koch ou Hans Koch (écrivain).
Hans Koch (16 août 1893 - 24 avril 1945) était un juriste allemand, membre de l'Église confessante et résistant au nazisme.

## Biographie
Hans Koch est le fils d'un professeur de lycée qui est nommé directeur d'un lycée à Berlin-Charlottenbourg en 1903. Après avoir passé son baccalauréat en 1911 à Berlin, Hans Koch étudie le droit à l'université de Königsberg. La même année, il devient membre du Corps Baltia Königsberg (de). Après deux semestres, il termine ses études le 25 février 1914 et s'engage dans l'armée prussienne. En tant que lieutenant dans le 36e régiment de fusiliers de Halle-sur-Saale, Koch entre en campagne avec la 1re armée et participe à l'avancée à travers la Belgique et la France.